# Wael Ayan
Wael Ajan (arab وائل عيان; ur. 9 kwietnia 1985 w Aleppo) – syryjski piłkarz, grający na pozycji pomocnika.

## Kariera klubowa
Wael Ajan rozpoczął swoją zawodową karierę w 2003 roku w klubie Al-Ittihad Aleppo. Z Al-Ittihad zdobył mistrzostwo Syrii w 2005, dwukrotnie Puchar Syrii w 2005, 2006 oraz Puchar AFC w 2010. Od 2010 roku do 2012 był zawodnikiem saudyjskiego klubu Al-Faisaly Harmah. Następnie grał w Najran SC, Al-Ittihad Kalba i Al-Wahda Damaszek

## Kariera reprezentacyjna
W reprezentacji Syrii Ajan zadebiutował w 2008 roku. W 2007 roku uczestniczył w eliminacjach Mistrzostw Świata 2010. W 2011 został powołany na Puchar Azji. W reprezentacji rozegrał 36 spotkań.